# Fünffamilienhaus Schillerstraße 15 (Radebeul)
Das Fünffamilienhaus in der Schillerstraße 15 liegt im Stadtteil Alt-Radebeul der sächsischen Stadt Radebeul. Es wurde 1927 nach Plänen des Architekten Max Czopka durch die Baugenossenschaft zu Radebeul als Teil der Wohnanlage Kantstraße errichtet. Czopka hatte ab 1928 sein Atelier in diesem Gebäude.

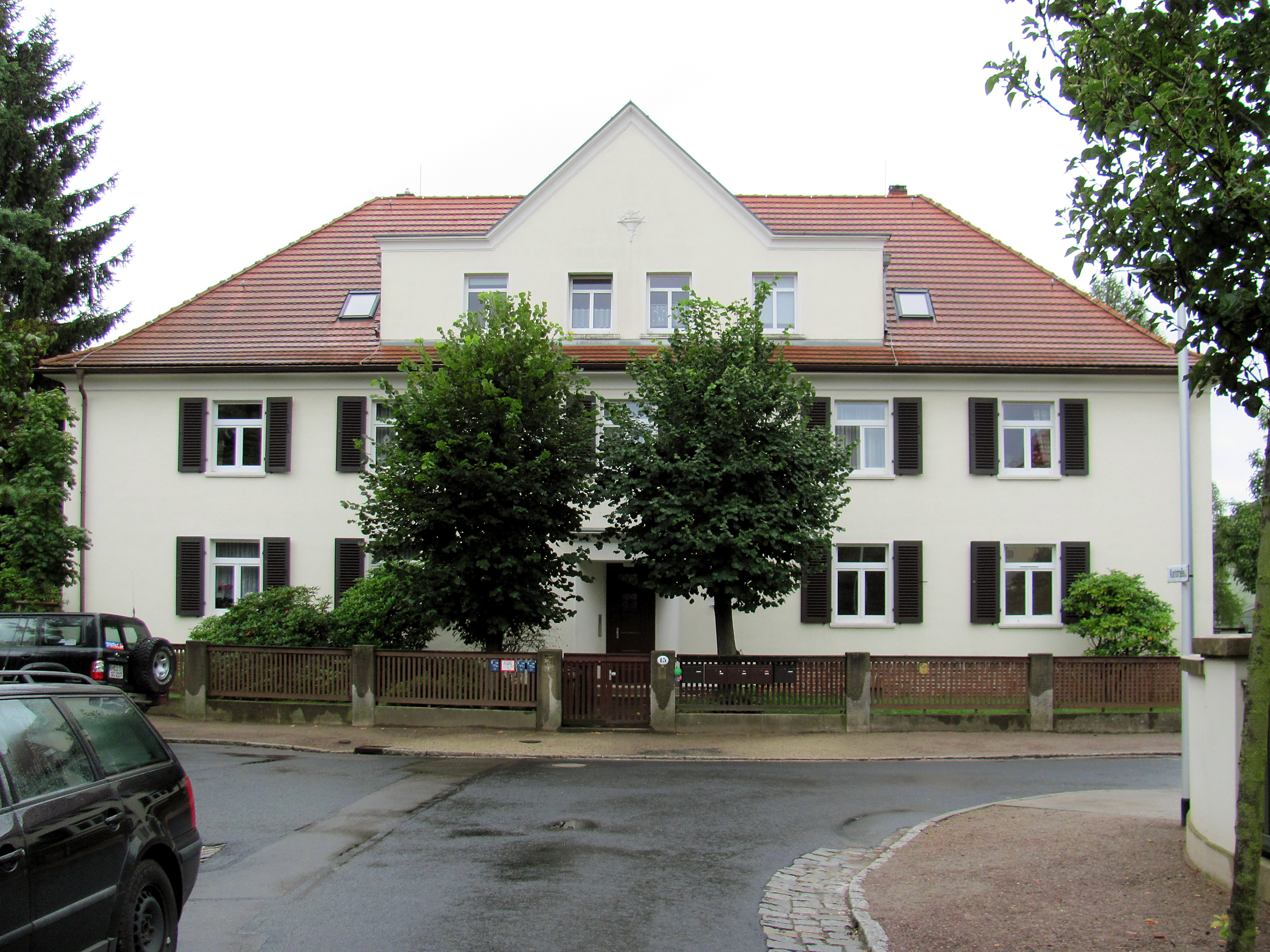
Fünffamilienhaus Schillerstraße 15

Das freistehende Wohnhaus ist ein „zeittypisches Mehrfamilienhaus im traditionalistischen Stil, baugeschichtlich von Bedeutung“.

## Beschreibung
Im Jahr 1927 entwarf der Architekt Max Czopka für seinen wohl größten Auftraggeber, die Baugenossenschaft zu Radebeul, ein Fünffamilienhaus für den Bauplatz Schillerstraße 15, das durch den Baumeister Johannes Eisold verwirklicht wurde. Für das mit der Einfriedung unter Denkmalschutz stehende Wohnhaus mussten zahlreiche Ausnahmen von der Ortsbauordnung eingeholt werden.
Das zweigeschossige, verputzte Mehrfamilienhaus steht auf einem Klinkersockel, es hat ein Walmdach sowie einen symmetrischen Fassadenaufriss. Die Eingangstür mit einer geraden Verdachung befindet sich mittig in der Straßenansicht, im Dach darüber steht ein breites Zwerchhaus mit einem dreieckigen Giebel.
In den Seitenansichten befinden sich polygonale Söller, auf der Rückseite des Gebäudes befindet sich das Treppenhaus mit einem hohen Giebel darüber, seitlich neben dem Treppenhaus sind Balkone angebracht. Die Fenster haben Klappläden.